# Hulk világa
A Hulk világa (eredeti cím: Planet Hulk) 2010-ben bemutatott egész estés amerikai animációs film, amely Greg Pak: Planet Hulk című képregénye alapján készült, de a film cselekménye nem pont ugyanaz, mint ami a nyomtatott verzióban volt. A Hulk világát Magyarországon a Blue Sky Media hozta forgalomba.

## Cselekmény
|  | Alább a cselekmény részletei következnek! |

Hulk a Sakaaron nevű bolygón él rabszolgasorban, mert a Földről elkergette őt a többi szuperhős. Az volt az indokuk, hogy a nyomában sokszor csak rombolás marad, és ezt már nem lehet épp ésszel elviselni. Eredetileg egy másik bolygóra akarták őt küldeni, egy olyan helyre, amely lakatlan, de az űrhajó hibájából kifolyólag a Sakaaron-on kötött ki. Ott megérkezése után rögtön foglyul ejtik őt és egy nagy arénában gladiátorversenyekre kényszerítik. De Hulk nem az a fajta, aki hagyja, hogy kényszerítsék, és rövidesen a bolygó megmentőjévé lép elő. Ő lesz az új reménysugár, aki majd felszabadítja a rabszolgákat és letaszítja a trónról a zsarnok királyt.
|  | Itt a vége a cselekmény részletezésének! |

## Szereplők
- Rick D. Wasserman – Hulk
- Lisa Ann Beley – Caiera
- Liam O'Brien – Hiroim
- Kevin Michael Richardson – Korg
- Sam Vincent – Miek
- Advah Soudack – Elloe Kaifi[2]